# 佳能FD接環鏡頭

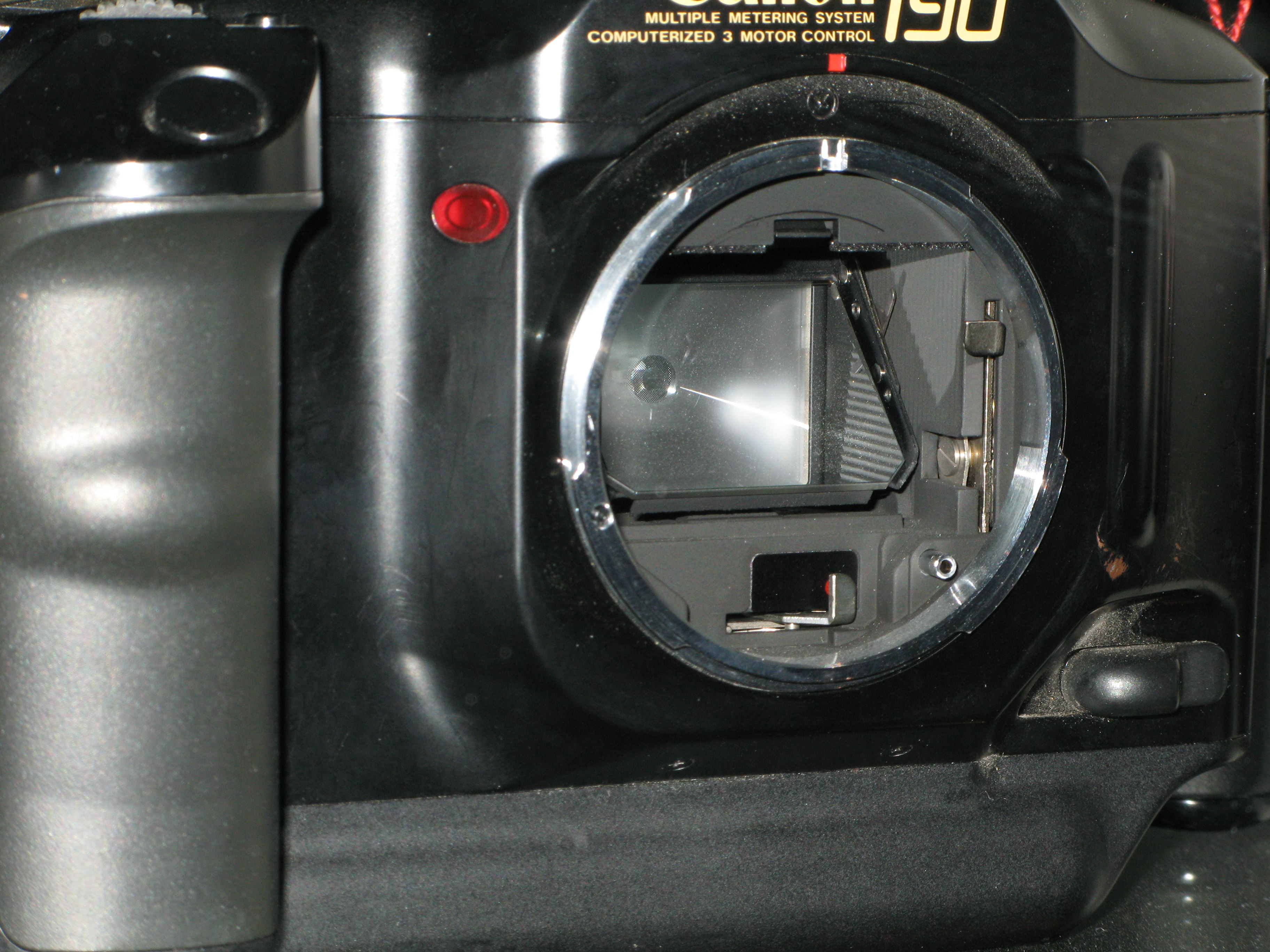
佳能T90上的FD鏡頭接環

佳能FD接環是一個35毫米底片單鏡反光相機和鏡頭的物理連接標準。此接環於1971年由日本佳能公司開發，並伴隨住佳能F-1相機正式發表。FD接環為佳能於1987年發表佳能EOS系統前一直使用的鏡頭接環標準，此後被佳能EF接環取代。FD接環的採用持續至1990年發售的佳能T60相機，亦是FD系統最後一部型號，而佳能New F-1的產品週期到1992年為止。
FD接環的開發是基於上一代FL接環；而FD接環相機接上FL鏡頭可以使用收光圈式測光模式。雖然從未有官方解釋，但外間推測「FD」的其中一個縮寫解釋為「Focal-plane shutter with Dual linkage for diaphragm control」（焦平面快門配以雙連結式光圈控制）。實際在鏡頭上，有兩個連結組件及兩個訊號組件，分別是自動光圈杆、光圈訊號杆、全開光圈訊號針以及自動曝光鎖定針。
經過超過21年的生產週期，佳能已推出134款不同的FD接環鏡頭，從7.5毫米至1200毫米不等的焦距，包括17種定焦及19種變焦。FD接環系統在1970至1980年代取得商業上的重大成功，不單在專業攝影範疇，在家用範疇也相等售出超過一百萬用戶的貨量。而其中，佳能AE-1亦售出超過一百萬部。
因FD接環系統先天限制了自動對焦的設計，使佳能決定完全淘汰FD接環，而從頭開發全電子化的EF接環系統，故此除二手市場外，在市場上已近乎絕跡。而二手市場上，FD系統的相機及鏡頭得以以較低價格獲得，從而得到底片攝影愛好者的青睞，在比較不需要自動對焦功能，就能享有較高光學質素。以及在無反相機流行之後，FD鏡頭亦重新得到了攝影愛好者的重視。

## 使用FD鏡頭在其他接環上
FD接環的法蘭距為42毫米，當時比其他鏡頭接環更短，因此一些鏡頭配上轉接環就可在FD相機上使用，而保留到對焦無限遠的功能。相反，FD鏡頭接上其他較長法蘭距的相機接環，則會失去對焦無限遠的功能，除非轉接環加上光學修正鏡片，但此舉會減低鏡頭的光學質素。
自佳能推出EOS系統產品後，EF接環的法蘭距為44毫米。佳能亦曾經在短時期推出過FD望遠鏡頭用的轉接環，裏面裝有高品質的光學修正組件，而其組件也擔當1.26倍增距的功能，但此轉接環卻不能用於短於200毫米焦距的鏡頭上。因這方法始終會影響光學質素，有一些鏡頭技術員和攝影師，會直接以物理方式將FD鏡頭改裝成適用的接環，如Arri PL或佳能EF等等，並此方法理論上適用於所有焦距。
而2012年起無反相機的流行（如佳能EOS M系統及索尼E接環等等），FD鏡頭只需配上適當的轉接環即可使用，並能保留對焦無限遠的功能。

## FD接環產品列表

### 新FD鏡頭

#### 定焦鏡頭

##### 廣角鏡頭
- FD 7.5mm f/5.6 Fisheye
- FD 14mm f/2.8L
- FD 15mm f/2.8
- FD 17mm f/4
- FD 20mm f/2.8
- FD 24mm f/2
- FD 24mm f/1.4L
- FD 28mm f/2
- FD 28mm f/2.8
- FD 35mm f/2
- FD 35mm f/2 I
- FD 35mm f/2 II
- FD 35mm f/2 III
- FD 35mm f/2 S.S.C. I
- FD 35mm f/2 S.S.C. II
- FD 35mm f/2.8

#### 標準鏡頭
- FD 50mm f/2
- FD 50mm f/1.8
- FD 50mm f/1.4
- FD 50mm f/1.2
- FD 50mm f/1.2L
- FD 55mm f/1.2 AL

### 中距離鏡頭
- FD 85mm f/2.8 Soft Focus
- FD 85mm f/1.8
- FD 85mm f/1.2L
- FD 100mm f/2.8
- FD 100mm f/2

#### 遠攝鏡頭
- FD 135mm f/2
- FD 135mm f/2.8
- FD 135mm f/3.5
- FD 200mm f/4
- FD 200mm f/2.8
- FD 200mm f/1.8L

##### 超遠攝鏡頭
- FD 300mm f/2.8L
- FD 300mm f/4L
- FD 300mm f/4
- FD 300mm f/5.6
- FD 400mm f/4.5
- FD 400mm f/2.8L
- FD 500mm f/4.5L
- Reflex 500mm f/8
- FD 600mm f/4.5
- FD 800mm f/5.6L

##### 微距鏡頭
- FD 50mm f/3.5 Macro
- FD 100mm f/4 Macro
- FD 200mm f/4 Macro

##### 其他鏡頭
- TS 35mm f/2.8

#### 變焦鏡頭

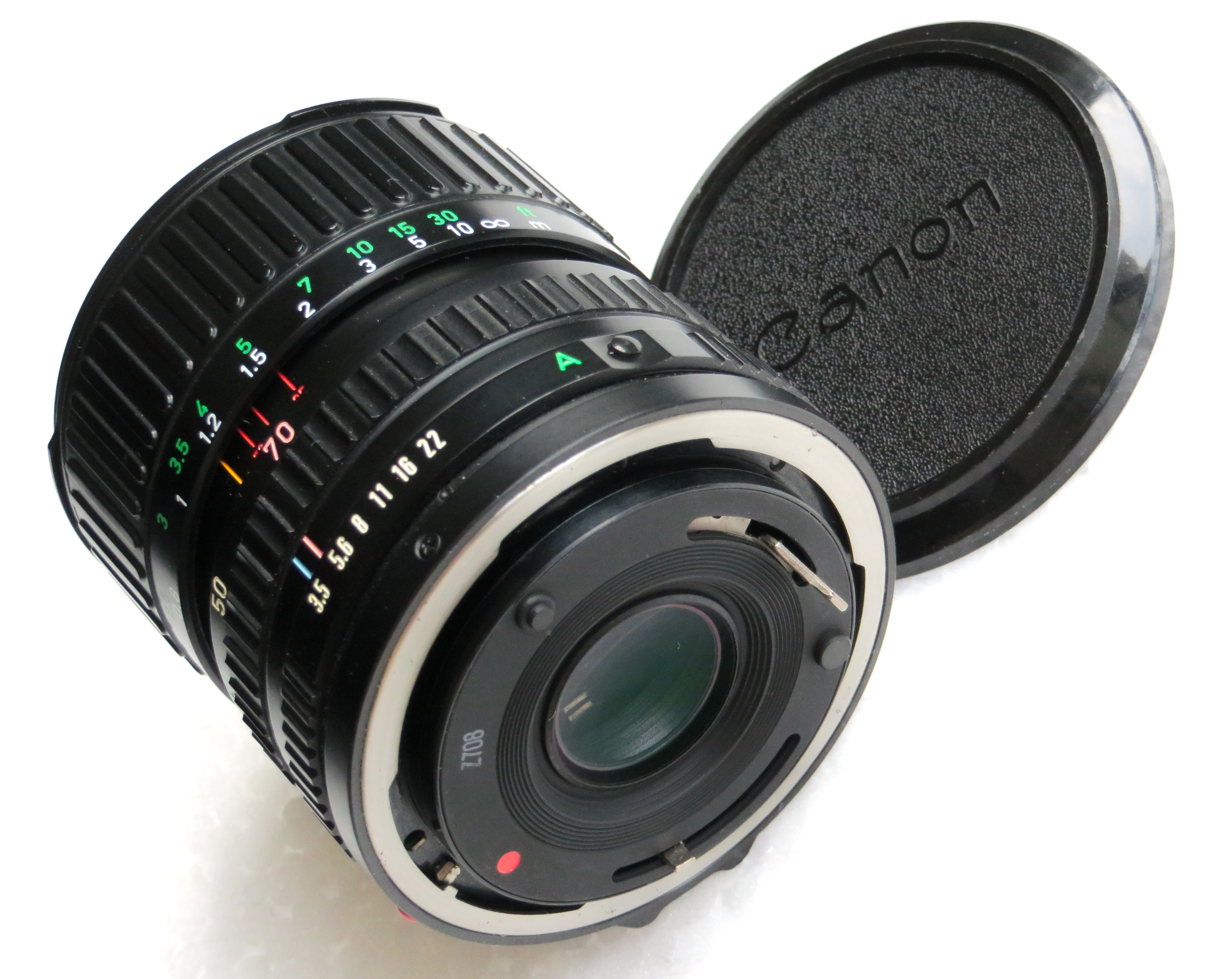
佳能 FD 35-70mm f/3.5-4.5 鏡頭

- FD 20-35mm f/3.5L
- FD 24-35mm f/3.5L
- FD 28-50mm f/3.5
- FD 28-55mm f/3.5-4.5
- FD 28-85mm f/4
- FD 35-70mm f/3.5-4.5
- FD 35-70mm f/2.8-3.5
- FD 35-70mm f/4
- FD 35-105mm f/3.5
- FD 35-105mm f/3.5-4.5
- FD 50-135mm f/3.5
- FD 50-300mm f/4.5L
- FD 70-150mm f/4.5
- FD 70-210mm f/4
- FD 80-200mm f/4
- FD 80-200mm f/4L

## 關連條目
- 佳能產品列表
- 佳能EF接環鏡頭
- 佳能EF-S接環鏡頭